# Samuel Garzón
Samuel Garzón Garzón (Charagua, 12 de mayo de 1999) es un futbolista boliviano. Juega como delantero en Blooming de la Primera División de Bolivia.

## Trayectoria

### Blooming
En 2015 se integra a las inferiores de Blooming para un periodo de prueba, la que cumple satisfactoriamente y es inscrito en el equipo filial del club, la Academia FC. Posteriormente integra los planteles sub-17 y sub-19 que en esos momentos dirigía Raúl Gutiérrez.
En 2021 destacó en la Copa Santa Cruz al convertir 9 goles que le permitieron a Academia FC avanzar de ronda, por lo que fue ascendido al plantel de honor, firmando una ampliación de contrato por los próximos 5 años.
Debutó profesionalmente en el primer equipo de Blooming el 3 de mayo de 2021, en compromiso válido por la sexta jornada del torneo, en el triunfo 4-0 ante San José, ingresando a los 61 minutos por Juan Anangonó.
El 18 de julio disputó su primer clásico cruceño ante Oriente Petrolero. Tres días más tarde, el 21 de julio, marcó su primer gol, jugando contra The Strongest en una victoria 2 -0.
En la temporada 2021 se consolidó en el primer equipo bloominista al disputar 21 encuentros y anotar tres tantos.
Para la temporada 2022 jugaría más que en el torneo anterior jugando 34 encuentros.
El 11 de diciembre de 2024 disputó su encuentro número 100 como bloominista. Fue ante el Real Santa Cruz.
El 6 de febrero de 2025 convirtió el primer gol del equipo en el triunfo sobre El Nacional, en el encuentro de ida de la fase preliminar de la Copa Libertadores 2025.

## Clubes
| Club     | País    | Año           |
| -------- | ------- | ------------- |
| Blooming | Bolivia | 2021-presente |